# Mohammad Asad Malik
Mohammad Asad Malik (1941. október 30. – 2020. július 27.) olimpiai bajnok pakisztáni gyeplabdázó.

## Pályafutása
A pakisztáni válogatott tagjaként ezüstérmes lett az 1964-es tokiói olimpián, majd olimpiai bajnok lett az 1968-as mexikóvárosi olimpián. Az 1972-es müncheni játékokon ismét ezüstérmet szerzett a csapattal. Az 1962-es Ázsia-játékokon és az 1970-esen aranyérmet, az 1966-oson ezüstérmet szerzett a válogatottal.
2020. július 27-én közlekedési balesetben vesztette életét.

## Sikerei, díjai
- Olimpiai játékok
  - aranyérmes: 1968, Mexikóváros
  - ezüstérmes (2): 1964, Tokió, 1972, München
- Ázsia-játékok
  - aranyérmes (2): 1962, Jakarta, 1970, Bangkok
  - ezüstérmes: 1966, Bangkok